# 가가미촌 (에히메현)
가가미촌(鏡村)은 에히메현 오치군에 설치된 촌이다. 